# 7人制ラグビー女子フィジー代表
7人制ラグビー女子フィジー代表（英語: Fiji women's national rugby sevens team）は、国際大会に派遣される7人制ラグビーの女子フィジー代表チームである。愛称は「フィジアナ (Fijiana)」。
ワールドラグビーセブンズシリーズ、ラグビーワールドカップセブンズなどに出場している。

## 歴史
2014年、ワールドラグビーセブンズシリーズに初昇格。
その後2015年、オセアニア女子セブンズチャンピオンシップで優勝してリオ五輪出場を決めた。
2020東京五輪では3位決定戦で7人制女子イギリス代表を破って銅メダル。

## 成績

### 夏季オリンピック
| 年   | ラウンド         | 順位 | 試 | 勝 | 負 | 分 |
| ---- | ---------------- | ---- | -- | -- | -- | -- |
| 2016 | 準々決勝敗退     | 8    | 6  | 2  | 4  | 0  |
| 2020 | 銅メダル         | 3    | 6  | 4  | 2  | 0  |
| 2024 | 予選ラウンド敗退 | 12   | 5  | 0  | 5  | 0  |
| 計   | 優勝 0 回        | 3/3  | 17 | 6  | 11 | 0  |

### ワールドカップ
| 年   | ラウンド             | 順位     | 試       | 勝       | 負       | 分       |
| ---- | -------------------- | -------- | -------- | -------- | -------- | -------- |
| 2009 | 出場なし             | 出場なし | 出場なし | 出場なし | 出場なし | 出場なし |
| 2013 | ボウル準優勝         | 9        | 6        | 3        | 2        | 1        |
| 2018 | 11位決定戦プレーオフ | 11       | 4        | 2        | 2        | 0        |
| 2022 | 5位決定戦勝利        | 5        | 4        | 3        | 1        | 0        |
| 計   | 優勝 0回             | 2/3      | 10       | 5        | 4        | 1        |

### ワールドセブンズシリーズ
- ※コアチームとして在籍したシーズンのみ
- 2014-2015シーズン - 8位
- 2015-2016シーズン - 8位
- 2016-2017シーズン - 4位
- 2017-2018シーズン - 9位
- 2018-2019シーズン - 10位
- 2019-2020シーズン - 7位
- 2021-2022シーズン - 3位
- 2022-2023シーズン - 6位
- 2023-2024シーズン - 7位

## 直近大会の代表スコッド
パリ2024五輪スコッド
1. ベレナイジ・ディタヴトゥ
2. コロラ・ロマニ
3. セセニエリ・ドヌ
4. アロウェシ・ナコシ
5. アナ・ナイマシ
6. アディ・バニ・ブレキ
7. イリサペチ・デライワウ
8. ラアピ・ウルイナサウ
9. ラヴェナ・カヴル
10. レジエリ・ダヴェウラ
11. マリア・ロコトゥイシガ
12. ライサナ・リクゼバ
13. タライ・ウィルソン